# 王堅 (南宋)
王堅（1198年—1264年4月4日），字永固，邓州彭桥人，宋末衛城釣魚城的關將。他是南宋晚期抵抗蒙古釣魚城之戰的關鍵人物。

## 生平
嘉定十一年（1218年）七月，他隻身遠赴棗陽，加入“忠順軍”，成為虎帥孟珙的部下。嘉熙三年（1239年），蒙古军在汉水支流淅水岸边的顺阳镇（今河南淅川南）聚集造船用的木材，准备造船顺水而下，进攻已被孟珙收复的襄阳、樊城。孟珙分兵出击，以吸引蒙古军主力。同时派王坚率小部队，隐蔽前往顺阳，烧毁了蒙古军堆集的造船木材。次年二月，孟珙出任四川宣抚使兼夔州（今重庆奉节）知州，王坚从此入川。淳祐十二年（1252年）正月，已是武功大夫的王坚，因在收复兴元（今陕西汉中）的战役中立功，升领团练使。宝祐二年（1254年）六月，王坚和曹世雄等在合州（今重庆合川）、广安（今属四川）等地御敌有功。七月，王坚升任兴元府诸军都统制兼合州知州（州治已移驻钓鱼城），成为独当一面的大将。其时，兴元都统司已移驻合州城。

### 釣魚城之戰
宝祐六年（1258年）四月，蒙古军4万，号称10万，分三路攻四川，蒙古大汗蒙哥亲率主力自陇州（今陕西千阳西北）入散关（今宝鸡西南），南宋四川各地山城相继失守。十二月，蒙古军派降将晋国宝到合州（钓鱼城）招降，被王坚拒绝，并将晋国宝赶下山。开庆元年（1259年）正月，王坚又派兵将晋国宝追回钓鱼城杀死，以向守城将士表明抗战到底的决心。蒙哥汗于二月间率主力到钓鱼山下，亲自指挥进攻，先后攻打一字城、镇西门、东新门、奇胜门、护国门。四月间一度乘夜攻上外城，都被王坚、张珏等守城宋军将士打败。王坚还乘夜率军下山，袭击蒙哥汗营地，由于蒙古将赵阿哥潘率兵拼死抵抗，王坚遂退回钓鱼城。六月间，蒙古军大将汪德臣又单骑匹马到钓鱼城下招降，喊话未完，即遭到宋军矢石的攻击，被击中後傷重不治。于是蒙古军又挑选精兵，乘夜攻占外城马军寨，王坚率领援军反击。次日清晨下雨，蒙古军的后继部队又遭宋军阻击而未能上山，攻城的蒙古军终于被击退。由于张珏与王坚“协力坚守，攻之九月不能下”。七月间，蒙哥大汗自己也在攻城时被炮石击中而受重伤，不得不承认进攻钓鱼城（合州）战役的失败，决定只留3000名蒙古军牵制合州宋军，蒙古军主力转攻川东重镇重庆。但十多天后，蒙哥大汗终因伤重而死于钓鱼城下，蒙古军随后即退走。忽必烈所率东路进攻荆湖地区的蒙古军在得知蒙哥汗死讯后也退兵。九月，王坚升领宁远军节度使、封开国伯。

### 戰後
景定元年（1260年）四月，王坚被召入朝，升任侍卫步军司都统制。次年五月，又升领左金吾卫上将军、湖北安抚使兼江陵知府。景定四年三月，由于受到权臣贾似道的排挤，王坚又改任和州（今安徽和县）知州兼管内安使。景定五年三月初六日（1264年4月4日），王坚因受贾似道疑忌，抑郁病卒。死后谥忠壮。
後來元帝國修《宋史》，名將王堅事蹟僅散見於其他人的列傳或本紀，而沒有獨立列傳。